# Prva bitka pri Ypresu
Prva bitka pri Ypresu je bila bitka med prvo svetovno vojno na Zahodni fronti, ki je potekala od 19. oktobra do 22. novembra 1914 v okolici mesta Ypres, Belgija. Bila je del Dirke proti morju ter odprtja mobilne faze vojne. Po tem, ko v bitki ni bilo zmagovalca se je začela faza vojskovanja v jarkih. Nemški cilj bitke je bil zavzetje francoskih pristanišč v mestih Dunkerque in Calais.
Boji so bili razdeljeni v pet faz, manjša bitka od 19. do 21. oktobra, bitka za Langemarck od 21. do 24. oktobra, bitke pri La Basseeju in Armentièresu do 2. novembra, ki sovpadajo z več napadi zavezniških enot na Ypres in bitki za Gheluvelt (29.–31. oktober) in četrta faza z zadnjo večjo nemško ofenzivo, ki je dosegla višek pri bitki za Nonne Bosschen 11. novembra. Po tem so potekale še lokalne operacije, ki so se končale konec novembra. 
Brigadni general J. E. Edmonds, uradni zgodovinar, je v britanski zgodovini prve svetovne vojne zapisal, da bi se bitka pri La Bassee 3. korpusa lahko sprejela kot ločena bitka, bitke od Armentièresa do Messinesa in Ypresa pa bi bile lahko dojete kot bitke v dveh delih,  razdeljene na ofenzivo 3. korpusa in konjeniškega korpusa od 12. do 18 oktobra. Nemci so se od teh bitk umaknili. Ofenziva nemške 6. in 4. armade (19. oktober–2. november) je od 30. oktobra potekala večinoma severno od reke Lys, na dan, ko so se bitke pri Armentièresu in Messinesu združile z bitkami pri Ypresu.

## Ozadje

### Strateški razvoj

#### Vzhodna fronta
9. oktobra se je z boji pri Varšavi (9.–19. oktober) in Ivangorodu (9.–20. oktober) začela prva nemška ofenziva proti Varšavi. Štiri dni kasneje, so Przemyśl osvojile napredujoče avstro-ogrske sile in bitka pri Chyrowu (13. oktober–2. november) se je začela v Galiciji. 22. avgusta je avstro-ogrska vojska ponovno zasedla Czernowitz v Bukovini, 28. oktobra pa so ga zasedli Rusi. 29. oktobra je Otomansko cesarstvo začelo obstreljevati Odeso, Sevastopol in Feodozijo. Naslednji dan so ruske sile zavzele Stanislau v Galiciji in srbska vojska se je začela umikati iz linije na Drini. 4. novembra je ruska vojska prestopila meje Azijske Turčije in zasedla Azap.
Velika Britanija in Francija sta napovedali vojno Osmanom 5. novembra in naslednji dan je med Bergmannovo ofenzivo (2.–16. november) ruska vojska zavzela Keupri-Keni v Armeniji. 10. oktobra je bil Przemysl spet obkoljen s strani ruske vojske, ki je začela drugo obleganje; Memel v vzhodni Prusiji so Rusi zavzeli dan kasneje. 14. novembra je otomanska vojska ponovno zavzela Keupri-Keni, sultan je razglasil džihad, naslednji dan pa se je začela bitki pri Krakovu (15. november–2. december) ter prav tako druga ruska invazija severne Madžarske (15. november–12. december). Druga nemška ofenziva proti Varšavi se je začela z bitko pri Lodžu (16. november–15. december).

#### Veliki umik
Veliki umik je bil dolg umik s strani francosko-britanske vojske na Marni, ki je potekal od 24. avgusta do 28. septembra 1914, po uspehu nemških enot v bitki pri mejah (7. avgust–13. september). Po porazu francoske 5. armade v bitki pri Charleroiju (21. avgust) in BEF v bitki pri Monsu (23. avgust), sta se obe vojski hitro umaknili. Francosko-britanska protiofenziva pri bitki pri Guisu (29.–30. avgust) ni uspela ustaviti nemškega napredovanja in francosko-britanski umik se je nadaljeval tudi po Marni. Prva bitka na Marni (5.–12. september) je končala umik in prisilila nemško vojsko, da se umakne proti reki Aisne, kjer je bila od 13. do 28. septembra izbojevana prva bitka pri Aisne.

### Taktični razvoj

#### Flandrija
Po umiku francoske 5. armade in BEF-ja, so od avgusta do oktobra potekale lokalne operacije. Generalu Fournieru je bilo 25. avgusta ukazano, da brani trdnjavo v Maubeugeju, ki ga je dva dni kasneje obkrožil nemški 7. rezervni korpus. Maubeuge je bil obdan s štirinajstimi utrdbami, z garnizijo 30.000 francoskih teritorialcev in c. 10.000 francoskih, britanskih in belgijskih vojakov. Trdnjava je blokirala glavno železniško linijo Köln-Pariz, tako da so bile za Nemce odprte le linije iz Trierja do Liègea, Bruslja, Valenciennesa in Cambraija. Železnice so bile potrebne za prevoz zalog proti jugu do vojske na  reki Aisne in prevoz vojakov do 6. armade severno od Lorene do Flandrije. 7. septembra se je garnizija predala po zelo težkem topniškem ognju, ki je porušil utrdbo. Nemci so zajeli 32.692 mož in 450 pušk.Manjši odredi iz belgijskih, francoskih in britanskih armad so izvajali operacije v Belgiji in severni Franciji, proti nemški konjenici in Jäger enotam.
27. avgusta je eskadrilja Royal Naval Air Service (RNA) odletela v Ostend v izvidnico, med Brugge, Gent in Ypres. Britanski marinci so se izkrcali pri Dunkerqueju v noči med 19. in 20. septembrom. 28. septembra je bataljon zasedel Lille. Preostali del brigade je 30. septembra zasedel Cassel in v motornih vozilih poizvedoval o severu države. 2. oktobra, je bila brigada marincev poslana v Antwerpen, 6. oktobra pa ji je sledil preostanek pomorske divizije, ko je pristala na Dunkerque v noči med 4. in 5. oktobrom. Od 6. do 7. oktobra se je 7. divizija in 3. konjeniška divizija izkrcala pri Zeebruggu. Pomorske sile, zbrane pri Doverju so oblikovali v poseben oddelek, ki se je imenoval Dover Patrol. Deloval je pri Rokavskem prelivu in za francosko-belgijsko obalo.

#### BEF
Konec septembra sta Joffre in French razpravljala o prenosu BEF-ja v Flandrijo, da bi s tem združila britanske sile na celini, skrajšala britanske linije komunikacije iz Anglije ter branila Antwerpen in pristanišča ob Rokavskem prelivu. Kljub težavam britanskih vojakov, da prečkajo francoske linije komunikacije, ko so se francoske sile premikale proti severu po bitki pri Aisne, se je Joffre strinjal z načrtom pod pogojem, da bi French naredil britanske enote takoj po prihodu pripravljene na operacije. V noči med 1. in 2. oktobrom se je v veliki tajnosti začel prenos BEF iz linije na Aisne. Pohodi so bili ponoči in nastanjenim četam je bilo prepovedano hoditi zunaj ob sončni svetlobi. 3. oktobra je bilo prestreženo nemško brezžično sporočilo, ki je pokazalo, da so Nemci še zmeraj mislili, da je BEF še vedno na Aisne.

## Uvod

### Teren
Severovzhod Francije in jugozahod Belgije je znan kot Flandrija. Zahodni del linije med Arrasom in Calaisom je apnenčasta nižina prekrita zemljo, ki je zadostna za kmetijstvo. Proti jugovzhodu kanali tečejo od Lensa, Lilla, Roubaixa in Courtrai, reka Lys pa od Courtraia do Ghentina. Na severozahodu leži morje. Dežela je ravna razen linije nizkih hribov od Cassela, vzhodno do Mont des Catsa, Mont Noira, Mont Rouga, Scherpenberga in Mount Kemmela. Iz Kemmela leži nizek greben, ki zmanjšuje nadmorsko višino od Ypresa čez Wytschaete, Gheluvelt in Passchendaele, kjer zavije severno do Dixmuda kjer se dvigne v planjavo. Obalni pas je širok okoli 16 km. Celinski del je pokrit s travniki.
V preostalem delu Flandrije so bili takrat gozdovi in majhna polja, ločena z živimi mejami, zasajenimi z drevjem in polji gojenih iz manjših vasi in kmetij. Teren je bil težaven za pehotne operacije zaradi pomanjkanja opazovanja. Težavno je bilo tudi za konjeniške napade zaradi številnih ovir, teren pa je bil tudi neroden za topništvo zaradi omejenega pogleda. Južno od  prekopa La Basse okrog Lensa in Béthuna je bilo premogovniško območje. Severno od kanala, so mesta Lille Tourcoing in Roubaix oblikovala proizvodni kompleks, z odmaknjenimi industrijami pri Armentièresu, Cominesu, Halluinu in Meninu, vzdolž reke Lys, s posameznimi rafinerijami sladkorne pese in alkohola ter jeklenimi obrati v bližini Aire-sur -la-Lys. Vmesna področja so bila kmetijska, s širokimi cestami, ki so bili v Franciji, zgrajene na plitvih temeljih ali so bile neasfaltirane blatne ceste.

### Taktike
V oktobru je Kitchener britanski vojni minister napovedal dolgo vojno in naročil  izdelavo velikega števila topov, srednjih ter težkih pušk in havbic s katerimi bi bilo mogoče oborožiti 24. divizijo. Ukaz je kmalu povečal Urad za vojno, vendar je stopnja proizvodnje topniških granat imela hitrejši učinek na operacije. Medtem ko je bil BEF na fronti pri Aisneju , je bila mesečna proizvodnja streliva za tope in havbice okoli 10 000 kosov in samo 100 kosov za topove 60-Pounder.; vojni urad je poslal še 101 težkih pušk v Francijo v oktobru. Medtem ko sta se sodelujoči vojski pomikali na sever v Flandriji, je raven teren in oviran pogled, povzročen zaradi števila zgradb, prisilil spremembe v britanski metodi topništva. Pomanjkanje opazovanja je bilo odpravljeno delno z decentralizacijo topništva proti pehotnim brigadam in lociranjem pušk v jarkih pred njimi, ampak to jih je naredilo bolj ranljive in več množic vojakov je bilo uničenih v bojih med Arrasom in Ypresom. Prenašanje nadzora nad topništvom je naredilo urejanje skoncertriranega  topniškega obstreljevanja težko, zaradi pomanjkanja terenskih telefonov in nejasnih signalnih zastav zaradi megle.
Sodelovanje s francoskimi silami ter deljenje britanskega težkega topništva je bilo izvedeno in pogovori s francoskimi topničarji so privedli do sinteze francoskih praks streljanja topniških rafalov preden je pehota  napadla. Pred napadi pehote so ogenj ustavili. Britanci so bili bolj naklonjeni direktnemu ognju na opazovane tarče, kar je bil začetek razvoja neopaznih rafalov topništva. Med napredkom 3. korpusa in napada na Meteren je 4. divizija izdala divizijske topniške ukaze, ki so poudarili koncentracijo topniškega ognja, čeprav so v bitki topničarji streljali tudi na priložnostne tarče, saj so bile nemške pozicije dobro skrite. Medtem ko so se boji preselili severno v Flandrijo je topništvo ugotovilo, da so šrapneli imeli malo vpliva na stavbe in pozvali k uporabi visoko eksplozivnega streliva. Med napadom, 18. oktobra, so nemški branilci dosegli obrambni uspeh zaradi neurejenih britanskih napadov, ki so uspeli le če je bilo na voljo podporno topništvo. Nepričakovana moč nemške 4. armade je poslabšala britanske pomanjkljivosti, čeprav je delno usposobljen, slabo voden in slabo opremljen Nemški rezervni korpus utrpel visoke žrtve.
Nemške taktike  so se razvile v bojih okoli Ypresa, s konjenico še vedno učinkovito med zgodnjimi manevri, čeprav prav tako ovirane z živimi mejami, ograjenimi polji, železniškimi progami in urbano rastjo kot zavezniška konjenica, kar je naredilo področje bolj ustrezno za obrambno bitko. Topništvo je ostalo glavni morilec pehote, zlasti francoski 75mm poljski top, ki je streljal s šrapneli na razdalje krajše od 910 m. Topništvo nemških rezervnih enot je bilo veliko manj učinkovito zaradi pomanjkanja usposabljanja. V nižjem terenu med Ypresom in višjem na jugovzhodu in vzhodu je bila zemlja izsušena  zaradi številnih potokov in jarkov ter je bila razdeljena v majhna polja z visokimi živimi mejami in jarki. Ceste niso bile asfaltirane  in območje je bilo posejano s hišami in domačijami. Opazovanje je bilo omejeno z drevesi in odprte površine so bile lahko nadzorovane iz kritih pozicij. Opazovanje je bilo nevzdržno zaradi ognja topništva in ročnega orožja . Ko se je začela približevati zima je bilo opazovanje lažje, saj so bili gozdovi in goščava uničeni zaradi topniškega ognja in zemlja je postala precej mehkejša, zlasti v nižje ležečih območjih. 

### Načrti
Francoske, belgijske in britanske sile v Flandriji niso imele enotnega poveljstva, vendar pa je bil general Foch imenovan commandant le groupe des Armées du Nord  4. oktobra s strani Joffreja. Belgijski vojski je uspelo rešiti 80.000 mož iz Antwerpna in se je umaknila na Yser in čeprav formalno Foch ni imel v poveljstvu britanske in belgijske sile, je sodeloval z obema stranema. 10. oktobra sta se Foch in French strinjala glede združitve francoskih, britanskih in belgijskih sil severno in vzhodno od Lilla, od Lys do Scheldta.  Foch je načrtoval skupno napredovanje od Ypresa do Nieuporta, proti liniji od Roulersa, Thourouta in Ghistellesa, južno od Ostenda. Foch je nameraval izolirati nemški 3. rezervni korpus, ki je napredoval iz Antwerpna, kjer je bila največja nemška sila v Flandriji. Francoski in belgijski sile naj bi potisnile Nemce nazaj proti morju, medtem ko bi drugi del francoskih in britanskih sil se obrnil proti jugovzhodu in se približali reki Lys od Menina do Ghenta, kjer bi prečkali reko in napadli severni bok nemške vojske.
Falkenhayn je po obleganju Antwerpna (28. september–10. oktober) poslal štab 4. armade v Flandrijo, da prevzame 3. rezervni korpus in njihovo težko topništvo, dvajset baterij za težke terenske havbice, dvanajst baterij za 210mm havbice in šest baterij za 100 mm topov. Od šestih novih rezervnih korpusov, ki so bili sestavljeni iz prostovoljcev po izbruhu vojne so se morali 22., 23., 26. in 27. rezervni korpusi, pridružiti 3. rezervnemu korpusu 8. oktobra. 10. oktobra je Falkenhayn ukazal, da mora 4. armada prečkati Yser ne glede na žrtve, izolirati Dunkerque in Calais ter se nato obrniti južno proti Saint-Omeru, čeprav so bili rezervni korpusi slabo izurjeni in slabo opremljeni. 6. armada na jugu je imela nalogo zatajiti zavezniško priložnost, da vzpostavi varno fronto ter pošlje enote proti severu, 4. armada pa naj bi zadala uničujoč udarec francoskim, belgijskim in britanskim enotam v francoski in belgijski Flandriji.

## Bitka

### Bitka za Langemarck
Bitka za Langemarck je potekala med 21.–24. oktobrom po napredovanju nemške 4. in 6. armade, medtem ko je levo krilo BEF napredovalo proti Meninu in Roulersu. 20. oktobra je bil Langemarck (mesto severovzhodno od Ypra) pod nadzorom Francoske teritorialne enote ter Britanskega 4. korpusa. 1. korpus naj bi prišel 21. oktobra z ukazi za napad. 21. oktobra je bilo megleno in poskusi izvidnikov, da bi našli nemške položaje niso zaznali nobenega nemškega gibanja. Prihod štirih novih nemških korpusov so odkrili z izjavami zapornikov, brezžičnim prestrezanjem ter z naraščajočo močjo nemških napadov. Sedaj je bilo vedeno, da je  5 1⁄2 pehotnih korpusov severno od reke Lys, skupaj še s štirimi konjeniškimi korpusi, proti  7 1⁄3 britanskimi divizijami in 5. zavezniškimi konjeniškimi korpusi. Britanski napad je v začetni fazi doživel napredek, vendar je Nemška 4. armada začela z nizom napadov, čeprav slabo organiziranih in podprtih. Nemški 4. in 6. armadi sta napadli iz Armentièresa v Messines in Langemarck. Britanski 4. korpus je bil napaden okoli Langemarcka medtem ko je bila britanska 7. divizija sposobna ubraniti nemške napade in 1. korpus je bil zmožen rahlega napredovanja.
Severno je nemški 23. rezervni korpus potisnil francosko konjenico do reke Yser, ki je bila do noči že vkopana, z Britanci pri Streenstraatu v bližini Diksmuida na meji z belgijsko vojsko. Britanci so zapolnili vrzel z manjšim številom okrepitev in 23. oktobra je francoski 9. korpus zavzel severni del Ypra ter s tem tudi osvobodil 1. korpus s 17. divizijo. Kortekeer Cabaret je ponovno zavzela 1. divizija in 2. divizija je bila osvobojena. Naslednji dan je bil 1. korpus osvobojen in 7. divizija je začasno izgubila Poligonski gozd. Levo krilo 7. divizije je prevzela 2. divizija, ki se je pridružila protinapadu francoskega 9. korpusa na severno krilo proti Roulersu in Thouroutu medtem ko je bojevanje severno oviralo nemške napade okoli Ypra. Nemci so napadli desno krilo 7. divizije pri Gheluveltu. Britanci so poslali ostanke 1. korpusa, da okrepi 4. korpus. Nemški napadi med 25.–26. oktobrom so potekali južneje, proti 7. diviziji na cesti Menin. 26. oktobra je del linije razpadel dokler niso prišle rezerve, ki so zapolnile vrzel.

### Bitka za Gheluvelt
28. oktobra, po tem, ko so se napadi 4. armade zapletli, je Falkenhayn na neuspehe 4. in 6. armade odvrnil s tem, da je ukazal armadama, da zadržijo napade medtem ko naj bi bila sestavljena nova sila Armeegruppe Fabeck iz 15. korpusa, 2. bavarskega korpusa, 26. divizije ter 6. bavarske rezervne divizije, pod poveljstvom štaba 13. divizije. Armeegruppe je bila poslana proti Deûlémontu in Werviqu, na meji med 4. in 6. armado, da napade proti Ypresu in Poperinghu. Uvedeno je bilo strogo varčevanje nad južnimi formacijami 6. armade, da so lahko priskrbeli strelivo za 250 topov, odrejenim napasti severozahodno med Gheluveltom in Messinesom. 15. korpus naj bi napadel po desnem krilu južno od Ypres-Meninske ceste proti Comines-Ypres kanalu in glavni napor je bil, da pridejo od tam pa do Garde Dieu poleg 2. bavarskega korpusa ter 26. divizije.
29. oktobra zjutraj so se začeli napadi 27. rezervnega korpusa proti 1. korpusu pri Meninski cesti. Do noči so bila križišča pri Gheluveltu izgubljena, zajetih pa je bilo 600 britanskih vojakov. Severno od tega je francoskim divizijam (17., 18., 31.) uspelo zavzeti Bixschoote in Kortekeer Cabaret. Napredovanja Armeegruppe Fabeck na jugozahodu so prodrla 3 km stran od Ypresa, kar je spravilo mesto v doseg nemškega topništva. 30. oktobra so bili nemški napadi 54. rezervne divizije ter 30. divizije na levem krilu BEF-ja pri Geluveltu odbiti izven Zandvoorda, Hollebeka in Hollebekea Châteaua. Britanci so se krepili nasprotno od Zandvoorda s francoskimi okrepitvami raznolikih enot. BEF je imel mnogo izgub in je porabil vse svoje rezerve, vendar je francoski 9. korpus poslal svoje zadnje 3 bataljone in rešil situacijo pri sektorju 1. korpusa. 31. oktobra so nemške enote prodrle dokler ni protinapad 2. worchestershirskega regimenta rešil situacijo.

### Bitka za Nonne Boschen
Francoski 15. korpus je 1. novembra dosegel območje od St. Eloia do Wytschaetea, da bi okrepil napadeni konjeniški ter 9. korpus blizu Becelaere, kar je zmanjšalo pritisk nemških enot na obeh krilih 1. korpusa. Do 3. novembra je Armeegruppe Fabeck izgubil 17.250 mož v 5 dneh. Od 84. pehotnih bataljonov BEF, ki so prišli v Francijo jih je 75 imelo manj kot 300 mož od tega 15 pod 100, čeprav so dobivali zamenjave do 28. oktobra. Foch je načrtoval ofenzivo proti Messinesu in Langemarcku, ki bi potekala 6. novembra vendar je bila ustavljena zaradi nemških napadov na krila med 5.–9. novembrom. 9. novembra so Nemci napadli Francoze in Belgijce med Langemarckom in Dixmudom, kar jih je prisililo v umik k reki Yser, kjer so Belgijci rastrelili prehode. Po zatišju, so od 10.–11. novembra nemške enote nadaljevale napade z veliko silo večinoma na fronti 4. armade pri Langemarcku in Dixmudu. 10. novembra je  121⁄2 nemških divizij napadlo iz Nonne Boschena ter konca Poligonskega gozda proti Gheluveltu čez Meninsko cesto do Shrewsburiskega gozda na jugu.
11. novembra so Nemci napadli  iz Messinesa proti Herenthagu, gozdu Veldhoek, Nonne Bosschenu in Poligonskemu gozdu. Množičen ogenj iz ročnega orožja je odbil nemške napade med Poligonskem gozdu Veldhoeku. Nemška 3. in 26. divizija sta prodrli do Sv. Eloia in do Zwarteleena, kjer jih je ustavila britanska 7. konjeniška brigada. Ostanki 2. korpusa iz La Baséja so držali 3.00 km fronto s 7.800 možmi in 2.000 rezervami proti 25. nemških bataljonov s 17.500 vojaki. Britanci je prisilila v umik nemška 4. divizija in britanski protinapadi so bili ustavljeni. Naslednji dan je na Britanske položaje okoli Poligonskega gozda in Messinesa padlo neverjetno bombardiranje. Nemške enote so prodrle vzdolž Meninske ceste vendar, ker niso bile podprte so bili 13. novembra napadi ustavljeni.

## Posledice bitke

### Analiza
Obe strani sta poskušali napredovati, ko je "odprto" severno krilo izginilo. Nemška 4. in 6. armadi sta v bitki za Yser (16.–31. oktober) in južneje pri Ypresu zavzeli manjšo količino zemlje čeprav za visoko ceno. Falkenhayn  je nato od 19. oktobra do 22. novembra poskušal zavzeti Ypres in Mount Kemmel. Do 8. novembra, je Falkenhayn priznal, da je kopenski napredek polom in da je nemogoče zavzeti Ypres. Nobena stran ni dovolj hitro prišla do Flandrije, da bi pridobili odločilno zmago. Obe strani sta bili izčrpani, z malo streliva ter morale, da so nekatere pehotne enote zavračale ukaze. Jesenski boji v Flandriji so kmalu postali statični. Francoske, britanske in belgijske enote so z napadi in protinapadi v improviziranih terenskih obrambnih položajih odbijale nemške napade štiri tedne, ki so stali enako število žrtev na obeh straneh. Od 21. do 23. oktobra so nemški rezervisti izvajali množične napade na Langemarck, pri katerih je umrlo okoli 70 % vojakov.
Industrijsko bojevanje med množičnimi vojskami je bilo neodločeno; enote so se lahko premikale samo čez kupe mrtvih. Terenske utrdbe so nevtralizirale več vrst ofenzivnega orožja. Obrambna moč topništva in strojnic je prevladovala na bojišču; sposobnost vojsk, da so se oskrbovale in zamenjale žrtve je naredilo, da so bitke lahko potekale po več tednov. Nemška vojska je v bitkah v Flandriji uporabila 34 divizij, francoska dvanajst, britanska devet in belgijska šest, skupaj z marinci in konjeniki.Falkenhayn je nameraval z pomočjo diplomacije ali vojaškega ukrepanja odcepiti Rusijo ali Francijo iz sil antante. Strategija izčrpavanja (Ermattungsstrategie), naj bi naredila stroške vojne prehude, da bi jih zaveznice tolerirale ter bi jih prisilila v pogajanja o koncu vojne. Preostale vojskujoče države bi se morale sprijazniti s pogoji ali pa se soočiti z nemško vojsko koncentrirano na preostalih frontah, kar bi pomenilo prepričljivo nemško zmago.

### Žrtve
Leta 1925 je Edmonds zapisal, da so Belgijci med 15.–25. oktobrom utrpeli veliko število žrtev, vključno z 10.145 ranjenimi. Britanskih žrtev od 14. oktobra do 30. novembra je bilo 58.155, francoskih 86.237 in od 134.315 nemških žrtev v Belgiji in severni Franciji od 15. oktobra do 24. novembra, jih je bilo 46.765, ki so padli na fronti od Lysa v Gheluvelta, od 30. oktobra do 24 nov. Leta 2003 je Beckett zabeležil 50.000-85.000 francoskih, 21.562 belgijskih, 55.395 britanskih in 134.315 nemških žrtev. Leta 2010 je Sheldon zabeležil 54.000 britanskih žrtev ter ca. 80.000 nemških žrtev. Francoska vojska naj bi imela veliko izgub in belgijska vojska naj bi bila zdesetkana. Sheldon je tudi ugotovil, da je polkovnik Fritz von Lossberg dokumentiral, da je bilo do 3. novembra žrtev v 4. armadi 62.000, v 6. armadi pa 27.000. V času od 30. oktobra do 3. novembra je padlo 17.250 vojakov enote Armeegruppe Fabeck.

### Poznejše operacije
Zimske operacije od novembra 1914 do februarja 1915 na območju Ypresa so potekale v napadu na Wytschaete (14. december). Reorganizacija flandrijske obrambe od 15. do 22. novembra je bila izvedena s strani Francije in Velike Britanije , ki  je postavila BEF na enotno fronto od Givenchyja do Wytschaete 34 km severno. Joffre je po prejemu informacije, da se nemške divizije premikajo proti ruski fronti organiziral serijo napadov na Zahodni fronti. Osmi armadi je bilo naročeno, da napade v Flandriji in francoska vojska je bila naprošena, da sodeluje z BEF 14. decembra. Joffre je želel britanski napad vzdolž vse fronte BEF in še posebej od Warnetona do Messinesa, saj so Francozi  napadli od Wytschaetea do Hollebeka. Francoski štab je ukazal napad 2. in 3. korpusa od Lyse do Warnetona in Hollebekea, medtem ko je 4. in indijski korpus izvajal lokalne operacije, da bi ustavil Nemce na njihovi fronti.
Francoska stran je poudarjala, da se napad začne na levem boku, poleg Francozov in da se enote ne smejo premakniti pred drug drugo. Francozi in 3. divizija naj bi osvojili  Wytschaete in Petit Bois. Spanbroekmolen bi osvojila 3. korpus iz juga in 2. korpus iz zahoda. Na desni strani se je 5. divizija le pretvarjala, da bo napadla, na levi strani pa francoskemu 16. korpusu ni uspelo doseči ciljev. 3. diviziji  se je uspelo približati 46 m stran od nemške linije, kjer so našli nerazrezano žico. Enemu bataljonu je uspelo zavzeti 180 m nemškega jarka in zajeti 42 zapornikov. Zaradi neuspeha napada na Wytschaete so morali napade južneje odpovedati.
Od 15. do 16. decembra so zavezniki izvajali površne napade, ki pa na nemške obrambe in globoko blato niso imeli učinka. 17. decembra, 16. in 2. korpus nista napadla, francoski 9. korpus pa je napredoval kratko razdaljo po cesti Menin. Manjši napredki so uspeli pri Klein Zillebeke v Bixschootu. Joffre je končal napade na severu, razen za operacije pri Arrasu. Megla je ovirala napad na Arras in zaradi nemškega protinapada na 16. korpus je moral 2. korpus odpovedati svoj podporni napad. Šest manjših napadov so izvedle 8., 7. in 4., divizija s pomočjo indijskih divizij, ki so osvojile malo območja, ki pa je bilo nevzdržno zaradi megle in poplav; Francosko-Britanski napadi v Flandriji so se končali.

### v angleščini
- Tommy's Gazetteer Of French And Belgian Place Names Arhivirano 2017-10-20 na Wayback Machine.
- General Joffre's report
- Battles: The First Battle of Ypres, 1914
- Situation map 19 October 1914
- Situation map 19 November 1914
- Der Weltkrieg situation map, November 1914
- The Great War, Youtube kanal